# Shrewsbury (Missouri)
Shrewsbury ist eine Stadt mit dem Status „City“ im St. Louis County im US-Bundesstaat Missouri. Das U.S. Census Bureau hat bei der Volkszählung 2020 eine Einwohnerzahl von 6.406 ermittelt.

## Geographie
Die Koordinaten von Shrewsbury liegen bei 38°35'16" nördlicher Breite und 90°13'37" westlicher Länge.
Nach Angaben der United States Census 2010 erstreckt sich das Stadtgebiet von Shrewsbury über eine Fläche von 3,70 Quadratkilometer (1,43 sq mi). Shrewsbury grenzt im Osten an St. Louis, im Norden an Webster Groves, im Westen an Marlborough und im Süden an Mackenzie und Affton.

## Bevölkerung
Nach der United States Census 2010 lebten in Shrewsbury 6254 Menschen verteilt auf 3218 Haushalte und 1331 Familien. Die Bevölkerungsdichte betrug 1690,3 Einwohner pro Quadratkilometer (4373,4/sq mi).
Die Bevölkerung setzte sich 2010 aus 90,4 % Weißen, 3,6 % Afroamerikanern, 0,2 % amerikanischen Ureinwohnern, 3,9 % Asiaten, 0,5 % aus anderen ethnischen Gruppen und 1,4 % mit zwei oder mehr Ethnien zusammen. Bei 2,3 % der Bevölkerung handelte es sich um Hispanics oder Latinos. Von den 3218 Haushalten lebten in 16,3 % Kinder unter 18 und in 23,3 % der Haushalten lebten Personen über 65.
Von den 6254 Einwohnern waren 14,2 % unter 18 Jahre, 10,4 % zwischen 18 und 24 Jahren, 27,6 % zwischen 25 und 44 Jahren, 23,5 % zwischen 45 und 64 Jahren und in 24,2 % der Menschen waren 65 Jahre oder älter waren. Das Durchschnittsalter betrug 42,9 Jahre und 45,3 % der Einwohner waren männlich.

## Belege
1. ↑  www.cityofshrewsbury.com. (abgerufen am 13. April 2022).
2. ↑  Explore Census Data Total Population in Shrewsbury city, Missouri. Abgerufen am 2. Februar 2023.
3. ↑   United States Census
4. ↑   American Fact Finder